# Stanny Van Paesschen
Stanny Van Paesschen (Amberes, 24 de abril de 1957) es un jinete belga que compitió en la modalidad de salto ecuestre.
Participó en tres Juegos Olímpicos de Verano, entre los años 1976 y 2004, obteniendo una medalla de bronce en Montreal 1976, en la prueba por equipos (junto con Eric Wauters, François Mathy y Edgar-Henri Cuepper). Ganó una medalla de bronce en el Campeonato Mundial de Saltos Ecuestres de 2002, en la misma prueba.

## Palmarés internacional
| Juegos Olímpicos   | Juegos Olímpicos              | Juegos Olímpicos  | Juegos Olímpicos |
| Año                | Lugar                         | Medalla           | Categoría        |
| ------------------ | ----------------------------- | ----------------- | ---------------- |
| 1976               | Montreal (Canadá)             | Medalla de bronce | Por equipos      |
| Campeonato Mundial |                               |                   |                  |
| Año                | Lugar                         | Medalla           | Categoría        |
| 2002               | Jerez de la Frontera (España) | Medalla de bronce | Por equipos      |